# Javier Vallhonrat
Javier Vallhonrat Guezzi, (Madrid, 14 juin 1953) est un photographe espagnol.

## Biographie
Javier Vallhonrat est né en juin 1953 à Madrid,. Dans un premier temps, à 18 ans, il est assistant d'un photographe italien,  Gerardo Moschioni. Puis il devient photographe et se spécialise dans des photographies de mode,, travaillant avec des revues telles que Vogue.
Il  reprend des études artistiques et termine des études de Beaux-Arts en 1984, et se lance dans des recherches plus personnelles,. Ses premières séries, Homenajes en 1983, Animal - Vegetal en 1985, et El Espacio Poseído en 1990, sont des photographies de nus. Puis il photographie des paysages et des objets.
Depuis 1997, il enseigne les beaux-arts à Cuenca. À l'origine exclusivement photographe, il incorpore aussi de la vidéo dans ses œuvres.

## Prix et récompenses
- 1995, Prix national de la photographie (Espagne)

## Expositions (partielle)
Depuis 1983, Javier Vallhonrat a exposé dans le monde entier : Espagne, France, Finlande, Japon, Venezuela, , etc.
- 1983, Aele Gallery, Madrid
- 1986, 
  - Galería Visor, Valence (Espagne)
  - Porin Taidemuseo, Porin, Finlande
- 1989, Abbaye de Montmajour, Arles, 1989
- 1990, Parco Photographers Gallery, Tokyo
- 1991, 2000, 2001, L.A. Galerie, Francfort-sur-le-Main
- 1996, 
  - Musée Reina Sofía, Madrid
  - Museo Santa Mónica, Barcelone
- 1983, 1994, 1995, 1996, 1999, 2001, 2003, ARCO, Madrid,
- 2002, Galerie Emmanuel Perrotin, Paris, 2002
- 2003, Centre national de la photographie, Paris
- 2006, Centre Pompidou, Paris

## Publications
Ses œuvres se trouvent dans diverses collections publiques et privées, il a également publié plusieurs livres:
- Animal Vegetal, Abril y Buades Editor, Madrid, 1986
- El Espacio Poseído, Gina Kehayoff, Munich, 1992
- Autogramas, Gina Kehayoff, Munich, 1993
- Cajas, Editorial Mestizo, Murcia, 1996,  (ISBN 84-89356-06-8)
- Trabajos Fotográficos, 1991-1996, Editorial Lunwerg, Madrid, 1997
- Colección Biblioteca de Fotógrafos Madrileños, Nr.10, PHotoBolsillo, Madrid, 1999
- Javier Vallhonrat: la fotografía como reflexión, T.F. editores, Alcobendas, 1999  (ISBN 84-95183-25-0)
- Obras 1996-2001, Sala Amós Salvador. Cultural Rioja. T.S. Editores, Logroño 2001
- Lugar, Ayuntamiento de Tarragona, 2002,  (ISBN 84-932421-1-X)
- Javier Vallhonrat habla con Santiago Olmo, Ed. La Fábrica, Madrid, 2003  (ISBN 84-95471-71-X)
- ETH, Centro de arte de Salamanca, 2003,  (ISBN 84-95719-46-0)
- Casa de humo, Fundación Telefónica, Madrid, 2004  (ISBN 84-89884-50-1)
- Javier Vallhonrat, Bom Publishers, Barcelona, 2006  (ISBN 84-934879-0-2)